# Broń klasyczna
Broń klasyczna (konwencjonalna) – wszystkie rodzaje broni, które nie są bronią masowego rażenia.

## Podział broni klasycznej
- biała
  - broń drzewcowa, np. kopia, włócznia
  - broń obuchowa, np. buzdygan, maczuga
  - broń sieczna, np. szabla, miecz
  - broń miotająca, z wyłączeniem broni palnej np. łuk, kusza, proca, machina oblężnicza (m.in. arkbalista, balista)
- palna
  - strzelecka
    - broń indywidualna
      - rewolwer, np. Nagant
      - pistolet, np. Vis
      - pistolet maszynowy, np. Uzi lub PPSz
      - strzelba, np. dubeltówka lub Mossberg 500
      - karabin, np. SKS
      - karabin automatyczny, np. Kbk AK
      - ręczny karabin maszynowy, np. Browning wz. 1928

    - broń zespołowa
      - ciężki karabin maszynowy, np. Maxim wz. 1910
      - wielkokalibrowy karabin maszynowy, np. DSzK

  - artyleryjska
    - armata, np. armata wz. 02/26
    - haubica
    - moździerz
    - granatnik, np. granatnik wz. 1936
    - granatnik przeciwpancerny, np. RPG-2

  - rakietowa
- pancerna
  - czołg, np. FT-17
  - bojowy wóz piechoty, np. BMP-1
  - transporter opancerzony, np. SKOT
  - działo pancerne